# Wetzsteinerzeugung (Reichsgrafschaft Hohenems)

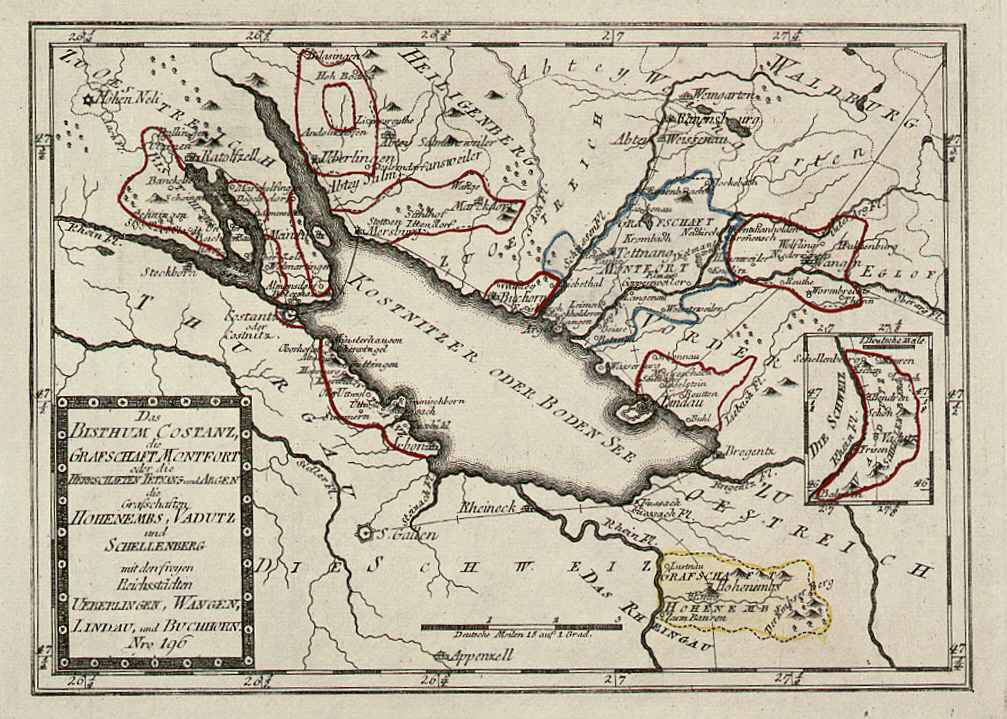
Lage der Grafschaft Hohenems

Die Wetzsteinerzeugung in der Reichsgrafschaft Hohenems (Reichsgrafschaft seit 1560) ist mit schriftlicher Quelle aufgrund eines am 19. Mai 1610 ausgestellten Lehensbriefes belegt. Über die Ursprünge der Wetzsteinherstellung in Vorarlberg ist noch nicht viel erforscht. Es ist nicht gesichert, ob die Wetzsteinerzeugung zu Zeiten von Kaspar von Ems oder zuvor schon bestand, oder von diesem erst ins Leben gerufen wurde. Erst in den Schaff‐ und Umschreibebüchern des ausgehenden 18. und des beginnenden 19. Jh. kann die Wetzsteinerzeugung wieder erfasst werden und liegen Forschungen hierzu vor.

## Lehensinhaber
Kaspar von Hohenems (* 1573; † 1640) und Gallara, Rat und Kämmerer und Vogt der Herrschaften Bludenz, Sonnenberg und Neuburg am Rhein, hat seinem Kammerdiener, Peter von Ried („aus dem Riedt“), und für dessen eheliche Nachkommen 1610 dieses Lehen über Bruch und Verfertigung aller Wetzsteine in der Reichsgrafschaft Hohenems nebst Zubehör ausgestellt.
Im Vorarlberger Landesarchiv findet sich in Bezug auf die Akten der Reichsgrafschaft Hohenems aus dem Jahr 1611 bereits ein Register über die Wetzsteine, die Peter von Ried aus der Grafschaft hat exportieren lassen.

## Ausübung des Lehens
Gemäß dem ausgestellten Lehensbrief war der Lehensinhaber zur Ausübung des Rechtes verpflichtet. Sollte der Bruch (Steinbruch) durch zwei Jahre stillstehen oder die Gebühr nicht entrichtet werden oder die eheliche Nachkommenschaft aussterben, so sollte das Lehen heimfallen. Die Wetzsteine waren durch einen beeideten Küfer in Fässlein einzuschlagen, und es war  quatemberweise die Zahl der versandten Steine anzuzeigen, von denen je 100 Stück 3 Kreuzer zu entrichten waren.

## Geographischer Umfang des Lehens
Dieses Lehen weist auf die Wetzsteingewinnung im unteren Rheintal hin, umfasste die Reichsgrafschaft Hohenems doch zeitweise auch große Teile der Gemeinde Dornbirn und den Hof zu Schwarzach (ab 1527). Der geographische Umfang bzw. der oder die Abbauorte der Wetzsteine und die Veredelung in der Reichsgrafschaft Hohenems ist jedoch noch nicht endgültig erforscht. Der Lehensbrief kann auch nicht eindeutig auf Schwarzach oder eine der anderen umliegenden, zur Grafschaft Hohenems gehörenden, Ansiedlungen bezogen werden.
Einige hundert Jahre lang wurde in der Hohenemser Parzelle Klien Glaukonit-Sandstein abgebaut, welcher anschließend in der Parzelle Boden vor dem Dornbirner Gütle geschliffen wurde. Neben Wetzsteinen wurde das Material der Steinbrüche Klien sowohl für die Herstellung von Mühl- und Pflastersteinen als auch für den Hausbau verwendet.